# 하부 그린델발트 빙하
하부 그린델발트 빙하(독일어: Unterer Grindelwaldgletscher)는 그린델발트 남동쪽에 위치한 스위스 베른 알프스의 빙하이다. 아가시호른과 슈트라헤크회르너 아래에서 시작하여 핀스터아어요흐(3,390m)를 통해 핀스터아어 빙하와 연결되어 있다.
하부 그린델발트 빙하 아직 주요 지류인 이쉬메어(Ischmeer, 스위스 독일어로 ‘얼음 바다’, 이전에는 그린델발트-피셔 빙하, 독일어 : 그린델발트-피셔글레처로 알려짐)가 있다. 이 빙하는 융프라우 철도의 아이스메어역에서 내려다보이는 빙하이다.
하부 그린델발트 빙하는 길이가 약 8.3km였으며, 1973년에 20.8k㎡의 면적을 덮었다. 빙하는 2015년에 길이가 6.2km에 불과했던 이후로 크게 줄어들었다. 2007년 이후 대부분의 후퇴(1.9km)가 발생했다.
19세기 중반에 슈바르체와 바이세 뤼치네의 합류 지점 근처에 있는 그린델발트의 동쪽 분기인 983m의 고도에서 메텐베르크까지 그린델발트 계곡까지 분명히 도달했다. 1900년 그것은 여전히 로테플루(Rote Fluh, 1,200m)까지 도달했으며, 현재 끝인 빙하 호수의 전체 계곡을 약 300m의 두께로 최대 1,700m의 고도까지 채웠다. 베니제크(Bänisegg) 주변의 현재 하이킹 경로 바로 아래에 있다. 2000년경에는 여전히 회른리(아이거)와 메텐베르크 사이의 협곡에 도달했다.
하부 그린델발트 빙하는 북동쪽에 위치한 상부 그린델발트 빙하와 혼동하기 쉽다. 또 그린델발트-피셔 빙하는 피셔호른 남쪽에 있는 피셔 빙하와 혼동될 수도 있다.

## 같이 보기
- 스위스 알프스